# ブラバム・BT3
ブラバム・BT3（Brabham BT3）は、モーターレーシング・ディベロップメントがブラバム・レーシング・オーガニゼーションのために製作した最初のフォーミュラ1カー。1962年ドイツグランプリでデビューした。
ブラバム・BT3は、チームオーナーでその後2度の世界タイトルを獲得するジャック・ブラバムが、初めて世界選手権ポイントを獲得した自身の名を持つマシンとなった。翌年ブラバムは1963年ソリチュードグランプリにおいて、自身の名を持つマシンで初の勝利を獲得した。
当時スタンダードだった鋼管スペースフレーム、4リンクリアサスペンション、葉巻型とオーソドックスな構成だったが機能性と安全性を備えており、この保守的で着実なマシン製作は以降のブラバムの基本姿勢となった。
BT3の設計は、タスマンシリーズ仕様のブラバム・BT4に流用された。

## 設計
BT3の設計は、前作のフォーミュラ・ジュニア用車両2種の延長線上にある。1962年シーズンにチーム・ロータスがモノコックシャシーを持つロータス・25を導入したが、ロン・トーラナックが設計したBT3は強度と安全性の面で問題を有し、ほぼすべての技術仕様でフォーミュラ1の実践を確立していた。トーラナックは非常に硬い鋼管スペースフレーム製シャシーをベースにした。なぜならそれはモノコックよりも修理が容易で、当時モーターレーシング・ディベロップメントが顧客に販売していた車両に構造が近かったためである。また、ロータスとは対照的にBT3の内部寸法は、コックピットは比較的快適で広々としたスペースを有しており、オイルと冷却水用パイプはコックピットの外側に配置され、温度は低く保たれた。シャシーはファイバーグラス製のカウルで覆われ、明るいターコイズで塗装され、車体中心には金色のストライプが描かれていた。
ドライバー背後のエンジンスペースは、前年に導入されたコヴェントリー・クライマックスの1,494 cc (91.2 cu in)のFWMV V8エンジンが収容可能であった。シャシーの一部は、エンジンが狭いシャシーに収まるように取り外し可能であった。このエンジンは1962年の仕様で約157 bhp (117 kW)を発揮し、1963年には約190 bhp (142 kW)に増加した。トランスミッションはアルフ・フランシスが設計したコロッティの6速ギアボックスを介して接続され、技術的には進歩していたが幾分脆弱であることが判明し、BT3のアキレス腱となった。車輪は4輪が完全に独立したダブルウィッシュボーン式サスペンションを採用し、通常の13インチホイールよりも小さい物を着用した。ブレーキは当初各車輪に9 in (23 cm)のディスクブレーキを装備したが、これらは不十分であることが判明し、第2戦ではフロントが10.5 in (27 cm)に拡大した。そのため15インチの前輪を必要としたが、これはハンドリングに悪影響を及ぼした。
FWMVを搭載したBT3シャシーのF1仕様はF1-1-62と名付けられた。この設計はインターコンチネンタル・フォーミュラ及びタスマンシリーズ仕様のBT4に流用され、それらには2.5リッターおよび2.7リッターのクライマックスFPF直列4気筒エンジンが搭載された。FPFエンジン、小型の燃料タンク、従来の15 in (38 cm)ホイールへの切り替えに対応するために、BT3からBT4への変更では僅かなエンジンベイの改造のみが行われた。BT4はオーストラリアとニュージーランドにおいてカスタマーマシンとして好評を得、1963年シーズンにスクーデリア・ヴェローチェとビブ・スティルウェルに販売された。レックス・ディヴィソンは後にワークスマシンのBT4も購入した。
BT3は後継マシンのブラバム・BT7開発のためのプロトタイプとして使用され、1963年シーズン前に行われた変更は、シャシーの引き下げ、55 lb (25 kg)の軽量化、塗色の変更（ダークグリーンとゴールド）が含まれた。1963年シーズンが終了すると、BT3はブライトンに拠点を置くプライベーターのイアン・レイビーに売却され、クライマックス製エンジンに変えてBRMのV8エンジンが搭載された。レイビーは1965年にBT3をデヴィッド・ヘップワースに売却し、エンジンは4.7 L (287 cu in)のシボレーV8エンジンが搭載された。このBT3はフォーミュラ・リブレで使用され、1966年に行われたいくつかのヒルクライムイベントにも参加した。このBT3は後にオリジナルの1962年のF1仕様に復元され、ターコイズとゴールドの塗色も復元、長い間ドニントングランプリエキシビジョンミュージアムのコレクションに収められていた。

## レース戦績

### 1962
BT3の導入まで、ブラバムチームは1962年シーズンの序盤にロータス・24を使用した。ブラバムとトーラナックは1962年イギリスグランプリのためにBT3を準備することを望んでいたが、レース前の午前3時に、間違った排気システムが供給されていたことが判明した。BT3は1週間後に完成し、グッドウッド・サーキットとブランズ・ハッチで簡単なシェイクダウンテストが行われた。その後デビュー戦となる1962年ドイツグランプリのためニュルブルクリンクに送り出された。しかしBT3のデビュー戦は失敗に終わった。プラクティスでエンジントラブルが生じ、二線級のスペアエンジンを搭載したBT3は予選24番手となった。クライマックスのファクトリーから正しく組み上げられたスペアエンジンが届き、夜を徹して2度目のエンジン交換が行われた。決勝でBT3は序盤数周を快調に走行した。徹夜の突貫作業で応急のスロットルリンケージが組み込まれていたため、9周目にブラバムはスロットル操作にトラブルが生じた。適切なパワーコントロールができなくなったブラバムはリタイアに終わった。
ブラバムは3週間後のノンタイトル戦、デンマークグランプリでは再びロータスをドライブし、その数日後に行われたオウルトンパーク・インターナショナル・ゴールドカップではBT3をドライブした。5番グリッドからスタートしたブラバムは、ブレーキパッドを素早く交換しなければならなかったにもかかわらず、最終フラッグまでに3位に浮上した。これは自身の名を冠したマシンでの初の表彰台であった。その後、同月後半にモンツァ・サーキットで開催された高速レースのイタリアグランプリをレースのプロモーターとの意見相違によって欠場し、終盤の2戦、1962年アメリカグランプリと1962年南アフリカグランプリでは連続して4位に入り、BT3にとって初のポイント獲得と、自身の名を冠したマシンでの初のポイントを獲得した。この2つのイベントの間にブラバムは初のメキシコグランプリで2位に入り、優勝したジム・クラークとトレバー・テイラーのロータス・25と唯一同一周回でフィニッシュした。

### 1963
ブラバムチームは自身のマシンがエンジントラブルを生じた後、チーム・ロータスから借りたロータス・25と、自身がデザインしたマシンで1963年シーズンをスタートした。チームは2台体制に拡大し、もう1台をアメリカ人ドライバーのダン・ガーニーにドライブさせた。チームはBT3に換えて新車のBT7を投入したが、ブラバム自身はベルギーとイタリアでBT7が使用できなかったためBT3を使用している。ブラバムはまた、ノンタイトル戦でもBT3を使用し、1963年ソリチュードグランプリと1963年オーストリアグランプリで優勝している。ソリチュードでの勝利は自身の名を冠したマシンでの初めての勝利であった。オーストリアでは2位のトニー・セッテンバーのシロッコ-BRMに5周の差を付け、その強さと信頼性を証明した。この2つのレースの間に、ブラバムはBT3を若手のメカニックとフォーミュラ・ジュニアのドライバー、後のF1チャンピオンとなるデニス・ハルムに貸し出した。ハルムはスウェーデンで開催された1963年のカノロンペットで4位となっている。

### ブラバム以後
イアン・レイビーは1964年と1965年の何戦かにBRM製エンジンを搭載したBT3で出場したが、ポイントを獲得することは無かった。レイビーは1965年イタリアグランプリにエントリーしたが、その前の1965年ドイツグランプリで予選落ちした後に、BT3をデヴィッド・ヘップワースに売却した。ヘップワースはエンジンをシボレー製V8に換装し、1966年のヒルクライムイベントで使用した。

## F1における全成績
(key)
| 年   | チーム                                   | エンジン               | タイヤ | ドライバー         | 1   | 2   | 3   | 4   | 5   | 6   | 7   | 8   | 9   | 10  | ポイント | 順位 |
| ---- | ---------------------------------------- | ---------------------- | ------ | ------------------ | --- | --- | --- | --- | --- | --- | --- | --- | --- | --- | -------- | ---- |
| 1962 | ブラバム・レーシング・オーガニゼーション | クライマックス FWMV V8 | D      |                    | NED | MON | BEL | FRA | GBR | GER | ITA | USA | RSA |     | 6        | 7位  |
| 1962 | ブラバム・レーシング・オーガニゼーション | クライマックス FWMV V8 | D      | ジャック・ブラバム |     |     |     |     |     | Ret |     | 4   | 4   |     | 6        | 7位  |
| 1963 | ブラバム・レーシング・オーガニゼーション | クライマックス FWMV V8 | D      |                    | MON | BEL | NED | FRA | GBR | GER | ITA | USA | MEX | RSA | 30+      | 3位  |
| 1963 | ブラバム・レーシング・オーガニゼーション | クライマックス FWMV V8 | D      | ジャック・ブラバム |     | Ret |     |     |     |     | 5   |     |     |     | 30+      | 3位  |
| 1964 | イアン・レイビー・レーシング             | BRM P56 V8             | D      |                    | MON | NED | BEL | FRA | GBR | GER | AUT | ITA | USA | MEX | 7-       | 6位  |
| 1964 | イアン・レイビー・レーシング             | BRM P56 V8             | D      | イアン・レイビー   |     |     |     |     | Ret |     |     | DNQ |     |     | 7-       | 6位  |
| 1965 | イアン・レイビー・レーシング             | BRM P56 V8             | D      |                    | RSA | MON | BEL | FRA | GBR | NED | GER | ITA | USA | MEX | 5-       | 7位  |
| 1965 | イアン・レイビー・レーシング             | BRM P56 V8             | D      | クリス・エイモン   |     |     |     |     | DNS |     |     |     |     |     | 5-       | 7位  |
| 1965 | イアン・レイビー・レーシング             | BRM P56 V8             | D      | イアン・レイビー   |     |     |     |     | 11  |     | DNQ | DNS |     |     | 5-       | 7位  |

- + BT7が獲得した28ポイントを含む。
- - BT11が獲得。